# Kothavalasa
Kothavalasa es una ciudad censal situada en el distrito de Vizianagaram en el estado de Andhra Pradesh (India). Su población es de 14321 habitantes (2011). Se encuentra a 38 km de Vizianagaram y a 28 km de Visakhapatnam.

## Demografía
Según el censo de 2011 la población de Kothavalasa era de 14321 habitantes, de los cuales 7015 eran hombres y 7306 eran mujeres. Kothavalasa tiene una tasa media de alfabetización del 80,47%, superior a la media estatal del 67,02%: la alfabetización masculina es del 87,14%, y la alfabetización femenina del 74,10%.